# Педро Бенітес (футболіст, 1901)
Пе́дро Бені́тес (ісп. Pedro Manuel Benítez Arpolda, 12 січня 1901, Луке — 31 січня 1974, там само) — парагвайський футболіст, що грав на позиції воротаря, зокрема за клуб «Лібертад», а також національну збірну Парагваю.

## Клубна кар'єра
Відомий, перш за все, як гравець клубу «Лібертад» зі столиці Парагваю міста Асунсьйон.
У 1932 році він зіграв 9 матчів в «Атланті Атлетико», в аргентинській першій лізі. Цей клуб у ті роки був сформований виключно з парагвайських футболістів.

## Виступи за збірну
У складі збірної був учасником чемпіонату світу 1930 року в Уругваї, де пропустив ганебно програний його збірною матч із США (0:3) і допоміг своїй збірній перемогти Бельгію (1:0), але Парагвай з групи не вийшов, посівши лише друге місце.
Помер 31 січня 1974 року на 74-му році життя в рідному Луке.